# TypeTogether
TypeTogether – przedsiębiorstwo zajmujące się projektowaniem krojów pism i sprzedażą fontów, założone przez Veronikę Burian i José Scaglionego.
Burian i Scaglione poznali się podczas studiów na Uniwersytecie w Reading (kierunek type design). Pracownię czcionek założyli w 2006. Ponieważ Burian mieszka w Pradze, a Scaglione w Argentynie, więc kontaktują się i koordynują zarządzanie firmą przez internet. Współpracuje z nimi szereg projektantów, m.in. Eduardo Berlinear, David Březina, Pilar Cano, Nicolien van der Keur, Gerard Unger. Kroje pism firmowane przez TypeTogether zdobyły wiele nagród na międzynarodowych konkursach, m.in. Type Directors Club (TDC) i European Design Award (ED-Awards).
Założyciele TypeTogether prowadzą także zajęcia edukacyjne, wykłady i warsztaty dotyczące projektowania czcionek w różnych miastach na świecie.

## Kroje pism TypeTogether
Opracowano na podstawie źródła
| Nazwa kroju       | Data publikacji | Autor/autorzy                  | Użycie | Wystawy i nagrody |
| ----------------- | --------------- | ------------------------------ | --- | --- |
| Abril             | 24-08-2011      | José Scaglione Veronika Burian | – | – |
| Adelle            | 11-05-2009      | José Scaglione Veronika Burian | Typodarium 2010, The Leither, City Press, TYPO magazine, Slanted 12, Minnesota Monthly, Uniwersytet Masaryka, #4 magazine | Złoty medal w kategorii "Oryginalny krój pisma" w konkursie Ed-Awards 2010 |
| Alizé             | 10-02-2009      | Tom Grace                      | Typodarium 2010 | – |
| Athelas           | 15-05-2008      | José Scaglione Veronika Burian | Bibliophiles Select Athelas, Typodarium, PNCA, 12 her | Wystawa "Tipos Latinos" (2006), zwycięstwo w konkursie Granshan (2008) w kategorii "text type" |
| Bree              | 16-01-2008      | José Scaglione Veronika Burian | TIE Monograph, Typodarium, Silver Hills Bakery, Deco, Gourmet products, DN divadelní noviny, die graphische, Metro City, Slanted 12, GNT, #4 magazine | Wystawa "Tipos Latinos" (2008), brązowy medal na European Design Festival (2009) |
| Capitolium News 2 | 09-06-2011      | Gerard Unger                   | – | – |
| Cora              | 31-10-2007      | Bart Blubaugh                  | Boulder CarShare, Typodarium, Galerie Vernon | Zwycięstwo w konkursie Granshan (2008) w kategorii "text type" |
| Crete             | 01-07-2007      | Veronika Burian                | TIE Monograph, Chapiteau | zwycięstwo w konkursie Granshan (2008) w kategorii "display type" |
| Edita             | 15-07-2009      | Pilar Cano                     | komma | – |
| Givry             | 15-07-2008      | Tom Grace                      | Typodarium | – |
| Maiola            | 06-10-2010      | Veronika Burian                | katalog e-a-t, Gala Russia, TIE Monograph, Typodarium | – |
| Ronnia            | 16-04-2007      | José Scaglione Veronika Burian | Transatlántico, Interrobang, The Irish Times, Polyteekkari, The Prepaid Press, TIE Monograph, Women of Design, Typodarium, La Semaine, England's Big Issue, MATD type specimen, Fyens Stiftstidende, European Faleristics, Le Monde diplomatique, Diseña magazine, Editorial Bundle in use, Correio Braziliense, Essay, Crisis Magazine | Wystawa "Tipos Latinos" (2008), 23rd Biennale of Graphic Design (2008, Brno). |
| Karmina           | 12-07-2007      | José Scaglione Veronika Burian | Interrobang, Polyteekkari, dziennik Polska, The Prepaid Press, TIE Monograph, Typodarium, England's Big Issue, Gestion Cultural, Acción, CM Jewllery, Divadelní noviny, publikacje Oxford University Press, Editorial Bundle in use, broszura Ethics: A Graphic Designer’s Field Guide, #4 magazine                                     | Wystawa "Tipos Latinos" (2008), 23rd Biennale of Graphic Design (2008, Brno), zwycięstwo na ED-Awards (2007)                                                                                           |
| Karmina Sans      | 02-02-2009      | José Scaglione Veronika Burian | Typodarium, CM Jewllery, Divadelní noviny, publikacje Oxford University Press, broszura Ethics: A Graphic Designer’s Field Guide | Brązowy medal na ED-Awards (2010) w kategorii oryginalny krój pisma, pierwsza nagroda na Granshan competition 2009 w kategorii łaciński krój pisma, planowany udział w ComArts Typography Annual 2011. |
| LFT Etica         | 11-12-2009      | Leftloft (Milan)               | książka Lukáša Hodera Transatlantic relations in the times of crisis, Focus, Uniwersytet Masaryka | – |
| Pollen            | 24-01-2011      | Eduardo Berliner               | – | – |
| Rue Display       | 01-02-2010      | Winnie Tan                     | – | – |
| Sirba             | 02-05-2010      | Nicolien van der Keur          | książka SWP Book, czasopismo TYPO magazine | – |
| Skolar            | 01-02-2009      | David Březina                  | Rastersysteme, Typodarium 2010, Diseña magazine, Dzynzalki, Photography, TYPO magazine, Uniwersytet Masaryka | – |